# 小卡爾納奇夫卡
49°48′13″N 26°4′44″E / 49.80361°N 26.07889°E
小卡爾納奇夫卡（烏克蘭語：Мала Карначівка），是烏克蘭的村落，位於該國西部捷爾諾波爾州，由克列梅涅茨區負責管轄，處於布格利夫卡河畔，始建於1992年，面積1.6平方公里，2001年人口222。